# Lucile Grétry
Angélique Dorothée Louise Grétry, genannt Lucile (* 15. Juli 1772 in Paris; † März 1790 ebenda), war eine französische Komponistin.

## Leben
Grétry war die zweite Tochter des Komponisten André-Ernest-Modeste Grétry. Sie wurde in der Familie nach der Heldin von Grétrys zweiter Pariser Oper Lucile (1769) benannt. Schon früh hatte sie von ihrem Vater Unterricht in Kontrapunkt und Deklamation und von Jean-François Tapray in Harmonielehre erhalten. 
Wie ihre beiden Schwestern starb sie sehr jung an Tuberkulose.

## Werk/Wirken
Le mariage d’Antonio geht von Sedaines Libretto zu Richard Cœur-de-Lion (1784) aus, in dem der junge Antonio als Blondels Führer fungiert hatte. Blondel ermöglicht nun die Verlobung von Antonio. Lucile Grétry komponierte die Gesangspartien, den Bass und eine Harfenbegleitung, die ihr Vater für Orchester vertonte. Das Werk war relativ erfolgreich und wurde bis Februar 1791 47-mal aufgeführt. 
Ihre zweite Oper Toinette et Louis, deren Libretto kritisiert wurde, kam nur einmal zur Aufführung.

## Werke
- Le mariage d’Antonio, Paris, Comédie-Italienne, Salle Favart, 29 July 1786
- Toinette et Louis, Paris, Comédie-Italienne, Salle Favart, 22 March 1787